# Mamyr Stasj
Mamyr Basam Stasj (Russisch: Мамыр Басам Сташ; Majkop, 4 mei 1993) is een Russisch voormalig baan- en wegwielrenner die onder meer reed voor Gazprom-RusVelo en Spor Toto Cycling Team

## Palmares

### Baanwielrennen
| Jaar      | RK                                                                          | EK                   | WK             | Overig                          |
| --------- | --------------------------------------------------------------------------- | -------------------- | -------------- | ------------------------------- |
| 2017      | Omnium · Puntenkoers · Ploegenachtervolging · 4e Scratch · 6e Achtervolging | Ploegenachtervolging |                | WB Cali: · Ploegenachtervolging |
| 2018      | 8e Omnium                                                                   |                      | 16e Omnium     | WB Minsk: · Omnium              |
| 2019-2020 | Geen deelnames                                                              | Geen deelnames       | Geen deelnames | Geen deelnames                  |
| 2021      | Afvalkoers · 5e Omnium                                                      |                      |                |                                 |

### Wegwielrennen
2013
5e etappe Grote Prijs van Adygea
2014
Central-European Tour Szerencs-Ibrány
1e en 3e etappe Ronde van de Kaukasus
Puntenklassement Ronde van de Kaukasus
2017
4e etappe Flèche du Sud
2018
3e etappe Koers van de Olympische Solidariteit
2020
Grand Prix Gazipaşa
2022
Grote Prijs van Manavgat

#### Resultaten in voornaamste wedstrijden
|      | \| Jaar \| Parijs-Tours \| \| ---- \| ------------ \| \| 2019 \| opgave \| |
| Jaar | Parijs-Tours                                                               |
| 2019 | opgave                                                                     |

## Ploegen
2013 –  Helicopters
2014 –  Itera-Katjoesja
2015 –  RusVelo
2016 –  Gazprom-RusVelo
2017 –  Lokosphinx
2018 –  Lokosphinx (tot 14 mei)
2019 –  Gazprom-RusVelo
2020 –  Spor Toto Cycling Team
2021 –  Spor Toto Cycling Team
2022 –  Vozrozhdenie
Akimov · Arslanov · Foliforov · Frolov · Ignatiev · Jatsevitsj · Katyrin · Kosjakov · Kovsj · Manakov · Nikolajev · Pokidov · Ptasjkin · Razoemov · Stasj · Zakarin · Zverkov
Arslanov · Balykin · Bojev · Firsanov · Foliforov · Ignatenko · Jersjov · Jevtoesjenko · Koerbatov · Koestadintsjev · Komin · Majkin · Nikolajev · Nytsj · Ovetsjkin · Pozdnijakov · Rybakov · Savitski · Serov · Solomennikov · Stasj
Arslanov · Bojev · Firsanov · Foliforov · Jersjov · Jevtoesjenko · Koerbatov · Koestadintsjev · Kolobnev · Majkin · Manakov · Nikolajev · Nytsj · Ovetsjkin · Rybalkin · Savitski · Serov · Sjaloenov · Solomennikov · Stasj · Svesjnikov · Zakarin
Ivsjin · Jevtoesjenko · Samolenkov · Sjilov · Sokolov · Stasj · Strachov · A.Vdovin · S.Vdovin · Zakarin
Jevtoesjenko · Samolenkov · Sokolov · Stasj · Strachov · Svesjnikov · A. Vdovin · S. Vdovin